# Chlum Svaté Maří
Chlum Svaté Maří é uma comuna checa localizada na região de Karlovy Vary, distrito de Sokolov‎.